# Ceres (Argentyna)
Ceres – miasto w Argentynie w prowincji Santa Fe.
W 2010 roku miasto liczyło 14,4 tys. mieszkańców.